# Virtua Fighter Animation
Virtua Fighter Animation, conocido en Japón como Virtua Fighter Mini (バーチャファイターMini Bācha Faitā Mini?), es un videojuego de lucha de 1996 desarrollado por Aspect y publicado por Sega para Game Gear y Master System. Está basado en la serie de anime Virtua Fighter.

## Lanzamiento
En Japón, Virtua Fighter Mini se comercializó como parte del cambio de marca de Game Gear a "Kid's Gear". Tiene un modo multijugador que falta en otros lanzamientos, ya que el juego se incluyó como parte de un paquete especial que contenía un Game Gear con ilustraciones de Virtua Fighter y un cable de enlace. También contiene una secuencia de introducción extendida basada en la apertura de la serie de anime.
Para que fuera más comercializable fuera de Japón, se cambiaron algunas partes del guion en inglés de la versión japonesa para que fuera un poco cómico en lugar de ser realmente fiel a la versión japonesa original del guion del anime. La versión Master System de Virtua Fighter Animation solo se lanzó en Brasil, donde fue producida oficialmente por Tec Toy. Es idéntica a la versión de Sega Game Gear, excepto que carece de los modos de visualización de esta y usa el guion en inglés de los lanzamientos internacionales.
También se estaba desarrollando una versión para Sega Genesis de Virtua Fighter Animation, y su estreno estaba previsto para 1997 en Norteamérica. Sin embargo, se canceló debido a problemas de marketing.